# Opius reconditor
Opius reconditor är en stekelart som beskrevs av Wesmael 1835. Opius reconditor ingår i släktet Opius och familjen bracksteklar. Arten är reproducerande i Sverige. Inga underarter finns listade i Catalogue of Life.